# Puccinia enneapogonis
Puccinia enneapogonis ist eine Ständerpilzart aus der Ordnung der Rostpilze (Pucciniales). Der Pilz ist ein Endoparasit des Süßgrases Enneapogon persicus. Symptome des Befalls durch die Art sind Rostflecken und Pusteln auf den Blattoberflächen der Wirtspflanzen. Sie ist ein Endemit Tadschikistans.

## Merkmale

### Makroskopische Merkmale
Puccinia enneapogonis ist mit bloßem Auge nur anhand der auf der Oberfläche des Wirtes hervortretenden Sporenlager zu erkennen. Sie wachsen in Nestern, die als gelbliche bis braune Flecken und Pusteln auf den Blattoberflächen erscheinen.

### Mikroskopische Merkmale
Das Myzel von Puccinia enneapogonis wächst wie bei allen Puccinia-Arten interzellulär und bildet Saugfäden, die in das Speichergewebe des Wirtes wachsen. Aecien oder Spermogonien der Art sind nicht bekannt, gleiches gilt für die Uredien. Ihre Uredosporen sind breitellipsoid bis eiförmig, 25–33 × 18–22 µm groß und fein stachelwarzig. Die auf Blättern und Stängeln wachsenden Telien der Art sind schwarzbraun und früh unbedeckt. Ihre hellbraunen Teliosporen sind zwei- bis vierzellig, in der Regel breitellipsoid bis keulenförmig und 40–50 × 248 µm groß. Ihre Stiele sind farblos und bis zu 100 µm lang.

## Verbreitung
Das bekannte Verbreitungsgebiet von Puccinia enneapogonis umfasst lediglich Tadschikistan.

## Ökologie
Die Wirtspflanze von Puccinia enneapogonis ist Enneapogon persicus. Der Pilz ernährt sich von den im Speichergewebe der Pflanzen vorhandenen Nährstoffen, seine Sporenlager brechen später durch die Blattoberfläche und setzen Sporen frei. Die Art verfügt über einen Entwicklungszyklus, von dem bislang lediglich Telien sowie deren Wirt bekannt sind; Uredien, Spermogonien und Aecien konnten dem Pilz nicht zugeordnet werden.